# Al-Hakim
al-Ḥākim, ossia al-Ḥākim bi-amri llāh (arabo الحاكم بأمر الله, ovvero "il governante per decreto di Dio"; Il Cairo, 13 agosto 985 – Muqattam, 13 febbraio 1021), è stato il sesto Imām fatimide e regnò effettivamente dal 1000 al 1021, anche se nominalmente era già succeduto a suo padre nel 996.

## Biografia
Figlio di al-ʿAzīz (reg. 975-996), al-Ḥākim era troppo giovane con i suoi 11 anni per poter effettivamente governare. Le norme del diritto islamico prevedono infatti che si sia puberi per poter appieno godere dei diritti del musulmano, addossandosi naturalmente anche i relativi doveri.
Gli fu pertanto assegnato un tutore nella persona di Abū l-Futūḥ Barjawān: un eunuco assai colto e capace, perfetto padrone della macchina amministrativa dell'imamato ismailita-fatimide.
In quegli anni di esercizio puramente nominalistico del potere del nuovo sovrano, i domini fatimidi erano squassati dal contrasto (mai risolto definitivamente) fra l'elemento berbero - che aveva determinato a suo tempo (fine del IX-inizi del X secolo) la piena riuscita della causa fatimide - e quello turco, anch'esso fortemente attestato nei ranghi dell'esercito, come era diventata diffusa usanza in tutto il mondo islamico a partire dal califfato dell'abbaside al-Muʿtaṣim nel primo terzo del IX secolo.
Barjawān aveva gli strumenti necessari a bene amministrare ma non ebbe l'accortezza di mantenersi all'interno dei limiti impostigli dal suo ruolo di tutore che prevedeva, con la maggiore età dell'erede al trono, che egli dovesse cedere al pupillo l'effettiva gestione del potere.

Barjawān invece non evitò di umiliare, anche pubblicamente, il ragazzo, e di costringerlo a vivere all'interno del Palazzo. Il carattere di al-Ḥākim non era portato alla docilità e di questo Barjawān dovette fare una drammatica esperienza sulla propria pelle, allorché al-Ḥākim, appena quindicenne, eliminò di persona, con l'aiuto di un suo schiavo, il suo tutore.
La personalità messa in mostra dall'Imām risulta essere quanto mai contraddittoria. Da un lato infatti espresse una reale semplicità di modi e di abitudini, oltre a un'autentica sete di sapere, dall'altro tentò di avviare una politica di conversione forzosa, più o meno esplicita, nei confronti dei suoi sudditi.

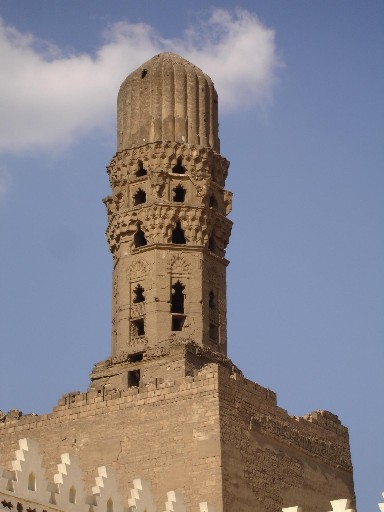
Il minareto della moschea di al-Ḥākim al Cairo.

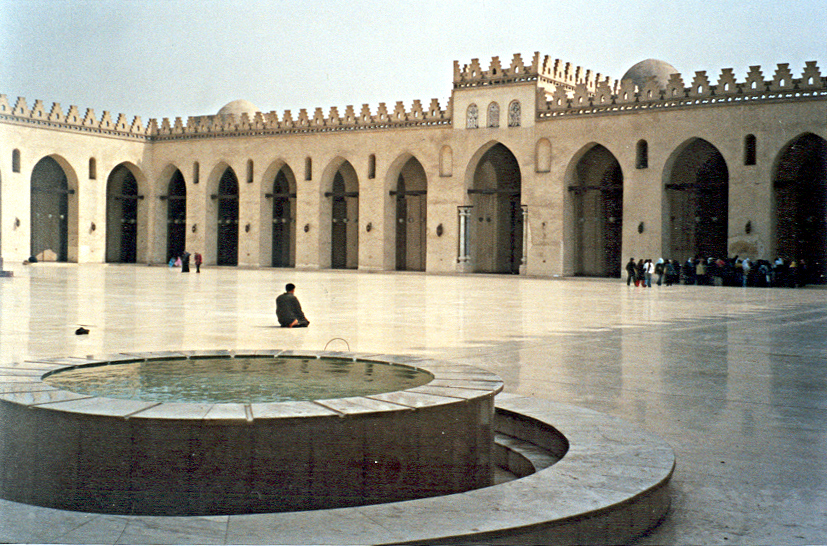
Moschea di al-Ḥākim al Cairo.

La caratteristica costante dei Fatimidi era infatti stata fino ad allora quella di non obbligare gli egiziani e, prima ancora, quelli dell'Ifrīqiya, ad abbracciare la variante ismailita dell'Islam, contentandosi di concentrare nelle loro mani il potere politico, economico e militare, ma non quello religioso. Si creò quindi nei loro domini una peculiare differenza fra la dinastia convintamente ismailita e i suoi sudditi, legati all'Islam sunnita, alla fede copta cristiana o all'israelitica.

Era tanta l'indifferenza fatimide da consentire di operare, all'interno della capitale Il Cairo, tanto a un qāḍī ismailita quanto a uno malikita, come pure a un suo omologo hanafita, ad uno sciafiita ed a uno hanbalita.

Al-Ḥākim tentò invece, con ogni mezzo, anche esplicitamente dispotico, di trascinare alla propria fede sia i sunniti, sia i cristiani, sia gli ebrei, suscitando in loro una crescente avversione che non fu controbilanciata da alcuni aspetti caratteriali positivi dell'Imam e da alcuni comportamenti da lui messi in mostra.
Quest'ultimo infatti (malgrado uno stile di vita tutt'altro che incline al lusso e all'ostentazione, la discreta propensione allo studio delle scienze naturali, l'indole generosa e, talora, il suo senso di giustizia) cominciò ad affliggere cristiani copti ed ebrei con confische di loro proprietà religiose e di loro luoghi di culto. Le espropriazioni cominciarono già nel 1003 e furono accompagnate da divieti di consumo di alcoolici da parte dell'Ahl al-Kitāb ("gente del Libro") che fu poi costretta a indossare elementi dell'abbigliamento atti a distinguerli facilmente (in genere una cintura, o zunnār, un copricapo di color nero e simboli della loro fede, secondo la legislazione sui dhimmi).
Nella logica di tali dispotici e intolleranti interventi di al-Ḥākim, s'iscrive la distruzione nel 1009 della basilica del Santo Sepolcro a Gerusalemme che sarà una delle cause ufficiali per cui s'invocherà - ma solo 80 anni più tardi - la prima crociata, sebbene già dopo la morte di al-Ḥākim fosse stato raggiunto un accordo con l'imperatore bizantino Costantino IX, in base al quale Costantinopoli avrebbe finanziato il restauro del tempio cristiano in cambio dell'edificazione nella capitale bizantina di una moschea. Accordo che fu pienamente onorato.
Le misure contro i musulmani furono non meno gravose e bizzarre e colpirono tanto i sunniti quanto gli sciiti.
Fu ad esempio impartito l'ordine di uccidere i cani (animali tendenzialmente considerati impuri) e si vietò per le donne l'ostentazione di gioielli, il rendere omaggio ai morti nei cimiteri, l'apertura dei negozi in orari notturni o le riunioni in cui si chiacchierava, o ancora il popolare gioco degli scacchi. Fu impedito alle donne l'accesso agli ḥammām e fu rafforzato il dispositivo islamico per il quale è vietato il consumo di bevande alcoliche, sia pure di lieve livello di alcolicità (come il nabīdh). Furono inoltre vietati alcuni cibi, uno dei quali - la mutawakkiliyya - solo perché assai amata dal califfo abbaside al-Mutawakkil, implacabile avversario dello Sciismo.
E tuttavia al-Ḥākim svolse una politica culturale di assoluta importanza, meritevole di essere tramandata alla storia non solo del mondo islamico. Fece infatti erigere nel 1005, nel lato nord-orientale del suo Palazzo, la Dār al-Ḥikma ("Casa della Sapienza"), dotata di oltre 600.000 volumi, all'interno della quale raccolse una serie preziosa di codici, probabilmente di cultura ismailita, chiamata Khizānat al-kutub (Il Tesoro dei libri).
Tale dotazione di sapienza medica, giuridica, letteraria e grammaticale, non sopravviverà alla furia degli anni della decadenza, quando le più preziose rilegature in pelle e i libri serviranno agli ufficiali turchi dell'esercito (in drammatico arretrato di paga) per risuolarsi quanto meno con le prime gli stivali e per rivendere i secondi sul mercato degli appassionati bibliofili, come afferma al-Maqrizi.

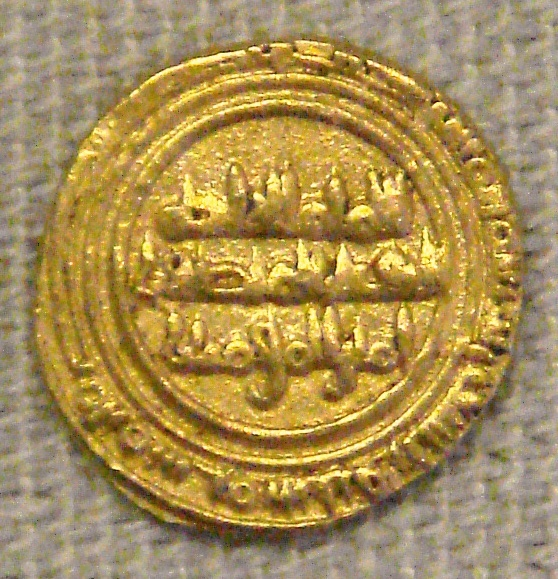
Dīnār di al-Ḥākim circolante in Sicilia (1005).

Il massimo della sua impopolarità fu ottenuto dall'Imām allorché decise di dar fuoco alla stessa città di Fusṭāṭ (la città originariamente fondata dagli Arabi di ʿAmr b. al-ʿĀṣ) per punirla dei tanti libelli contrari alla sua politica, ampiamente diffusi nella città. Misura dalla quale Fusṭāṭ non riuscirà mai più a riprendersi appieno, diventando un'appendice cenciosa della più moderna Cairo.
Tutta l'ostilità raccolta da al-Ḥākim tra i sudditi e nello stesso ambiente di Palazzo determinò la sua fine. Probabilmente su istigazione della sorella Sitt al-Mulk, qualcuno si prese l'incarico di far scomparire l'Imām mentre passeggiava il 13 febbraio del 1021 sulle pendici del monte Muqaṭṭam del Cairo.
Il suo corpo non fu mai ritrovato e sui domini fatimidi regnò per 3 anni proprio Sitt al-Mulk, che spianò la strada al nipote ʿAlī, figlio di suo fratello al-Ḥākim, che regnerà col laqab di al-Ẓāhir li-iʿzāz dīn Allāh (Colui che rende manifesto il rafforzamento della religione di Allāh).